# Leda Lúcia Martins Camargo
Leda Lúcia Martins Camargo  (Porto Alegre, Rio Grande do Sul, 05 de março de 1946) é uma diplomata brasileira. Foi embaixadora do Brasil em Maputo (2004-2008), em Praga (2008-2011) e em Estocolmo (2011-2014).

## Biografia

### Vida pessoal
Nasceu em Porto Alegre, Brasil, em 5 de março de 1946, filha de Ernani Saldanha de Camargo e Leda Adelina Martins Camargo.

### Formação Acadêmica
Em 1969, obteve grau de bacharel em Direito pela  Universidade Federal do Rio Grande do Sul. Nos anos de 1971 e 1972, foi professora assistente de Direito Constitucional na Faculdade de Economia e Negócios de Porto Alegre). 
Cursos: 
“Public and Private International Law", Academia de Direito Internacional de Haia, 1970; "Etudes Supérieures en Droit Publique", Universidade de Paris, 1972/3; “Economic Development in Latin America" e " International Policy", no Institut des Études Latino Americains, Universidade de Paris, 1973; "Sociology of Political Power and Contemporary Policy Ideas", Institur des Sciences Politiques, Paris, 1973;"Foreign Policy in Central America", Universidade de Georgetown, Washington, 1982.

### Carreira Diplomática
Formada pelo Instituto Rio Branco, foi nomeada Terceira Secretária em 1977, tendo sido lotada na Assessoria de Imprensa do Gabinete do Ministro de Relações Exteriores, até 1980. Em 1979, foi promovida a Segunda Secretária e realizou missão transitória na Embaixada do Brasil em Nova Delhi. Em 1980, passou a integrar o quadro de pessoal da Embaixada do Brasil em Washington, onde permaneceu até 1983, quando mudou-se para Buenos Aires.  Na capital argentina, trabalhou na Embaixada do Brasil em Buenos Aires, tendo sido promovida em 1985 a Primeira Secretária.
Regressou a Brasília em 1987, tendo sido lotada na Divisão de Assuntos Econômicos da América Latina. Em 1989, foi designada chefe da Divisão de Cooperação Intelectual do Itamaraty, função que ocupou até sua remoção para a Embaixada do Brasil em Roma, onde trabalhou de 1991 a 1995. Em 1990, já havia sido promovida ao cargo de Conselheira. 
Removida para trabalhar no Consulado Geral do Brasil em Santiago, permaneceu no Chile até 1997. No retorno a Brasília, ocupou a chefia de Gabinete da Subsecretaria-Geral de Integração, Comércio Econômico e Comércio Exterior. Foi promovida em 1997 a Ministra de Segunda Classe. Em 2001, foi removida para a Missão do Brasil junto à União Europeia, onde trabalhou até 2004, quando foi designada para exercer a função de Embaixadora do Brasil em Maputo. No mesmo ano, foi promovida a Ministra de Primeira Classe, o cargo mais elevado na hierarquia da carreira diplomática brasileira. Durante esse período, foi Embaixadora não residente em Madagascar, Suazilândia e Seicheles.
De 2008 a 2011, chefiou a Embaixada do Brasil na República Tcheca e, de 2011 a 2014, foi Embaixadora do Brasil no Reino da Suécia e Embaixadora não residente na Letônia.

## Condecorações
- Ordem "Mayo al Merito", Oficial (Argentina),1988;
- Ordem do Mérito da República Italiana, Comendador (Itália),1991;
- Ordem do Mérito das Forças Armadas, Comendador (Brasil), 1998;
- Ordem do Rio Branco, Grande Oficial (BRASIL),1999;
- Medalha do Pacificador do Exército Brasileiro (Brasil), 2006;
- Ordem de Rio Branco, Grã-Cruz (Brasil), 2007;
- Ordem do Mérito Aeronáutico, Grande Oficial (Brasil), 2012;
- Ordem da Estrela do Norte, Comendador (Suécia), 2014.
- Medalha Negrinho do Pastoreio (Governo do Rio Grande do Sul), 2016.